# 和平纪念展览博物馆

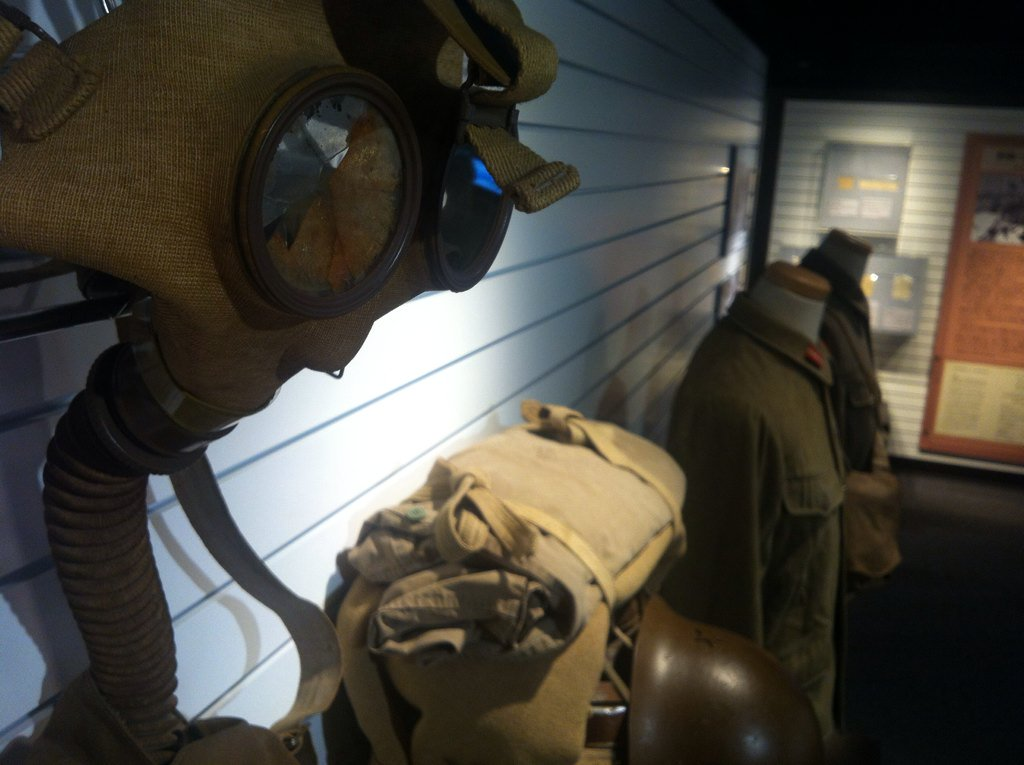
和平纪念展示博物馆 馆内照片

和平纪念展览博物馆是坐落于东京都新宿区的总务省委托建造的博物馆。它展示了中日战争和太平洋战争的经历者，以及西伯利亚滞留者的许多证词和资料。资料馆位于新宿住友大厦第33层，入馆参观免费。

## 摘要
大战过后的外国归国者和强制滞留者，以及相关人员的证词和资料在此永久展示。在馆内有展览会和视频放映，以及阅读相关书籍的阅读角。借助这些资料，也开展了很多馆外活动。

## 历史
- 2000年11月30日 博物馆开馆。

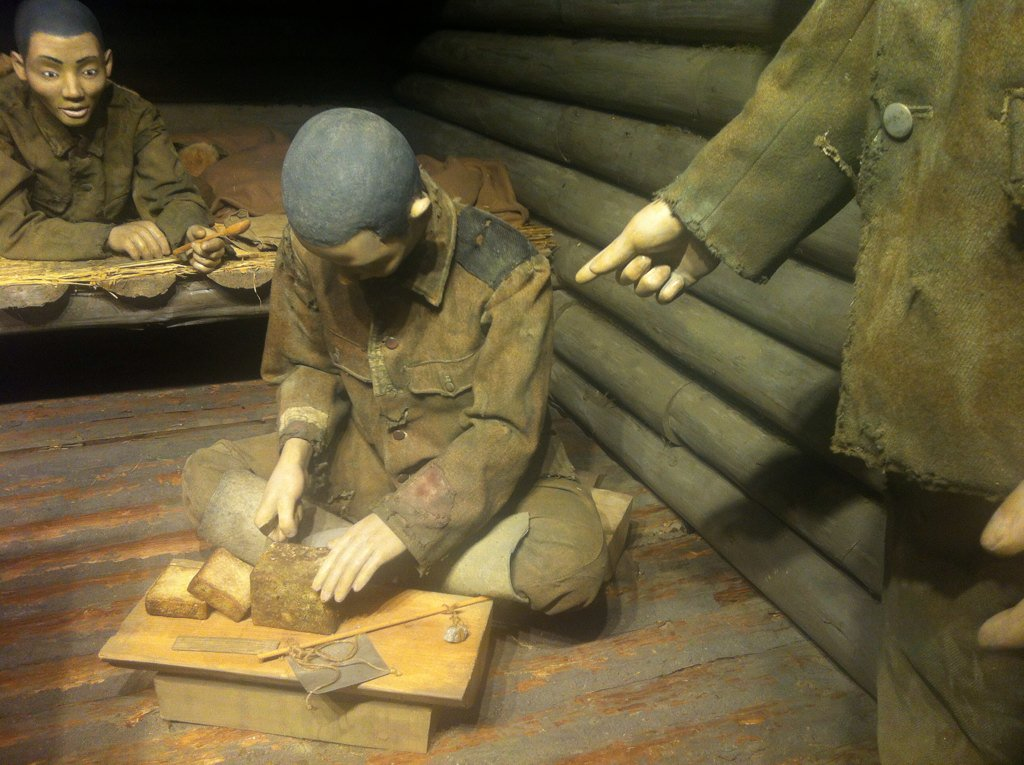
透视画 在集中营中的饮食

- 2018年 (1月-2月) 迁址至新宿住友大厦第33层[3]。

## 交通
- 都营地铁大江户线 都厅前站 出站步行约3分钟
- 东京地铁丸之内线 西新宿站 出站步行约7分钟
- JR东日本・小田急线・京王线 新宿站 西出口出站步行约10分钟

## 脚注
1. ↑  . 毎日新聞. 2016-07-26  [2018年8月8日]. （原始内容存档于2018-08-08）.
2. ↑  平和祈念展示資料館とは （页面存档备份，存于） - 平和祈念展示資料館
3. ↑  平成29年度 平和祈念展示資料館 運営委託業務のポイント （页面存档备份，存于）平成29年度 平和祈念展示資料館 運営委託業務のポイントPDF(PDF)平成29年度 平和祈念展示資料館 運営委託業務のポイントPDF - 総務省（2018年8月8日閲覧）